# Quatuor Renoir
Le Quatuor Renoir est un quatuor à cordes français, fondé à Paris en 1995 et dissous en 2014. Il était composé de :
- Hélène Collerette, violon
- Florent Brannens, violon
- Theodor Coman, alto
- Marion Gailland, violoncelle

Depuis sa création, le Quatuor Renoir s'est produit en France (Salle Pleyel, Salle Cortot, Musée d'Orsay, Opéra de Lyon, Filature de Mulhouse, Festival de musique de Besançon Franche-Comté, Rencontres musicales de Fontainebleau) ainsi qu'à l'étranger (tournées en Asie, Québec, Israël, Angleterre, Espagne, Allemagne, Pays-Bas, République tchèque, Nouvelle-Calédonie).

## Prix et distinctions
En 2000, il a remporté le 1er Prix du Concours de la FNAPEC (Paris), le 3e Prix du concours international "Vittorio Gui" (Florence) et le 5e Prix du Concours international de Londres. 
Depuis 2002, le Quatuor Renoir prend part à la série d'enregistrement "Alla Breve" en partenariat avec Radio-France, et participe au Festival Présences 2003, 2004, 2005 et 2006. 
En 2003, il a reçu le Prix du ministère de la Culture au Concours international de Bordeaux, ainsi que le "Coup de cœur" de Mécénat musical de la Société générale.

## Discographie
- 2001. « Les Quintes », de Joseph Haydn; le Quatuor n°1, op.44, de Félix Mendelssohn, éditions Classica

- 2001. « Quatuor en fa majeur, op.18, n°1 », de Beethoven; « Ainsi la nuit », de Henri Dutilleux; « Langsamer Satz », M.78, d’Anton Webern, éditions Déclic (avec le soutien de l'AFAA)

- 2006. « Schumann », éditions Zig-Zag Territoires